# Doris (épouse d'Hérode Ier le Grand)
Pour les articles homonymes, voir Doris.
Doris est la première femme d'Hérode le Grand, avant que celui-ci ne la répudie pour se marier avec Mariamne l'Hasmonéenne. Flavius Josèphe dit que sa famille est originaire de Jérusalem. Elle est souvent considérée comme originaire d'Idumée.

## Biographie
Elle est la mère de son premier fils, Antipater II. Elle est répudiée en 37 av. J.-C. pour permettre à Hérode d'épouser Mariamne l'Hasmonéenne petite fille de deux frères, rois hasmonéens rivaux de Judée, Hyrcan II et Aristobule II. Elle retrouve la faveur d'Hérode, après que celui-ci a exécuté Mariamne en 29 av. J.-C.. Hérode avait prêté foi au discours calomnieux de sa sœur Salomé au sujet de Mariamne,.
Doris soutient son fils Antipater auprès d'Hérode, dans sa campagne de calomnies contre ses deux demi-frères Aristobule IV et Alexander, fils de Mariamne l'Hasmonéenne. Celle-ci parvient finalement à son but et Hérode fait jeter en prison ses deux fils, puis les fait exécuter (en 7 av. J.-C;). Antipater devient l'héritier désigné. Pour le cas où celui-ci mourrait avant lui, le testament désignait pour successeur Hérode Boëthos, le fils qu’Hérode le Grand « avait eu de la fille du grand prêtre. » Antipater est associé au trône et fait office de vice-roi. 
Quelques mois avant sa mort, Hérode est convaincu par sa sœur Salomé d'une nouvelle conspiration contre lui organisé par Antipater. Avant de partir pour Rome pour porter le nouveau testament à l'empereur, Antipater s'est secrètement fait apporter un poison d'Alexandrie, pour faire empoisonner Hérode, tout en impliquant Salomé par une fausse lettre. Salomé attend la mort de son frère Phéroras qui fait lui aussi partie du complot puis le révèle à Hérode. Celui-ci laisse son fils rentrer de Rome et le jette en prison dès son arrivée dans le royaume, puis le fait exécuter cinq jours à peine avant de mourir (4 av. J.-C.). Hérode rédige alors un nouveau testament sur lequel figure Hérode Archélaos, Hérode Antipas, Philippe le Tétrarque et Salomé.
Doris, qui avait soutenu le complot mené par son fils, est disgraciée et chassée du palais peu avant la mort d'Hérode en 4 av. J.-C.. Selon Flavius Josèphe, elle avait pour frère un certain Theudion, qui, sur la suggestion d'Antipater, deviendra le deuxième époux de Bérénice, la fille de Salomé, sœur d'Hérode, après l'exécution d'Aristobule IV ordonnée par son père Hérode le Grand.